# Ritme
|  | Per a altres significats, vegeu «Ritme (desambiguació)». |

El ritme, com un recurs fonamental en la visualitat (del grec ῥυθμός rhythmós, 'qualsevol moviment regular i recurrent', 'simetria'), es pot definir generalment com un «moviment marcat per la successió regular d'elements febles i forts, o bé de condicions oposades o diferents». És a dir, un flux de moviment, controlat o mesurat, sonor o visual, generalment produït per una ordenació d'elements diferents del medi en qüestió.
Es tracta d'un tret bàsic de totes les arts, especialment de la música, la poesia i la dansa. En música la majoria de les definicions tradicionals al·ludeixen al ritme com a força dinàmica i organitzativa de la música, indepentment de la tonalitat. El ritme i la melodia són els dos elements que, bàsicament, permeten caracteritzar una determinada frase musical, tot i que n'hi ha d'altres, com la dinàmica o l'expressió. El ritme és qualsevol successió de durades de sons (figures musicals) i de silencis. La naturalesa del ritme és primordialment subjectiva. La idea de regularitat defineix el ritme, però no és l'única ja que una de les primeres definicions de ritme a la història de la música està relacionada amb la seva arrel grega ('rheos', fluir), marcant així una relació directa amb el moviment. En efecte, podem trobar múltiples definicions que uneixen moviment, ordre i periodicitat amb relació al ritme musical. No obstant això, hi ha definicions des del punt de vista de la percepció temporal: 'el ritme descriu […] esdeveniments en escales temporals dins dels límits de la memòria a curt termini'. En aquest sentit, Clarke defineix el ritme musical com a fenòmens temporals de petita i mitjana escala.
El ritme harmònic és el ritme amb el qual es succeeixen els diferents acords en una determinada composició, amb el benentès que aquest concepte s'aplica exclusivament a la música tonal. El ritme del llenguatge s'aconsegueix, sobretot, per la combinació de síl·labes tòniques i àtones. Per tant, depèn de la posició de l'accent.
A les arts escèniques el ritme és la cronologia dels esdeveniments a escala humana, dels sons musicals i els silencis, dels passos d'una dansa o la mètrica del llenguatge parlat i la poesia. El ritme també es pot referir a la presentació visual, com ara 'el moviment programat a través de l'espai' i un llenguatge comú a manera de patró que uneix el ritme amb la geometria. Així mateix, el significat general de ritme com a repetició o patró regular en el temps pot aplicar-se a una àmplia varietat de fenòmens naturals cíclics que tenen una periodicitat o freqüència que pot anar des de microsegons a milions d'anys.

## Antropologia

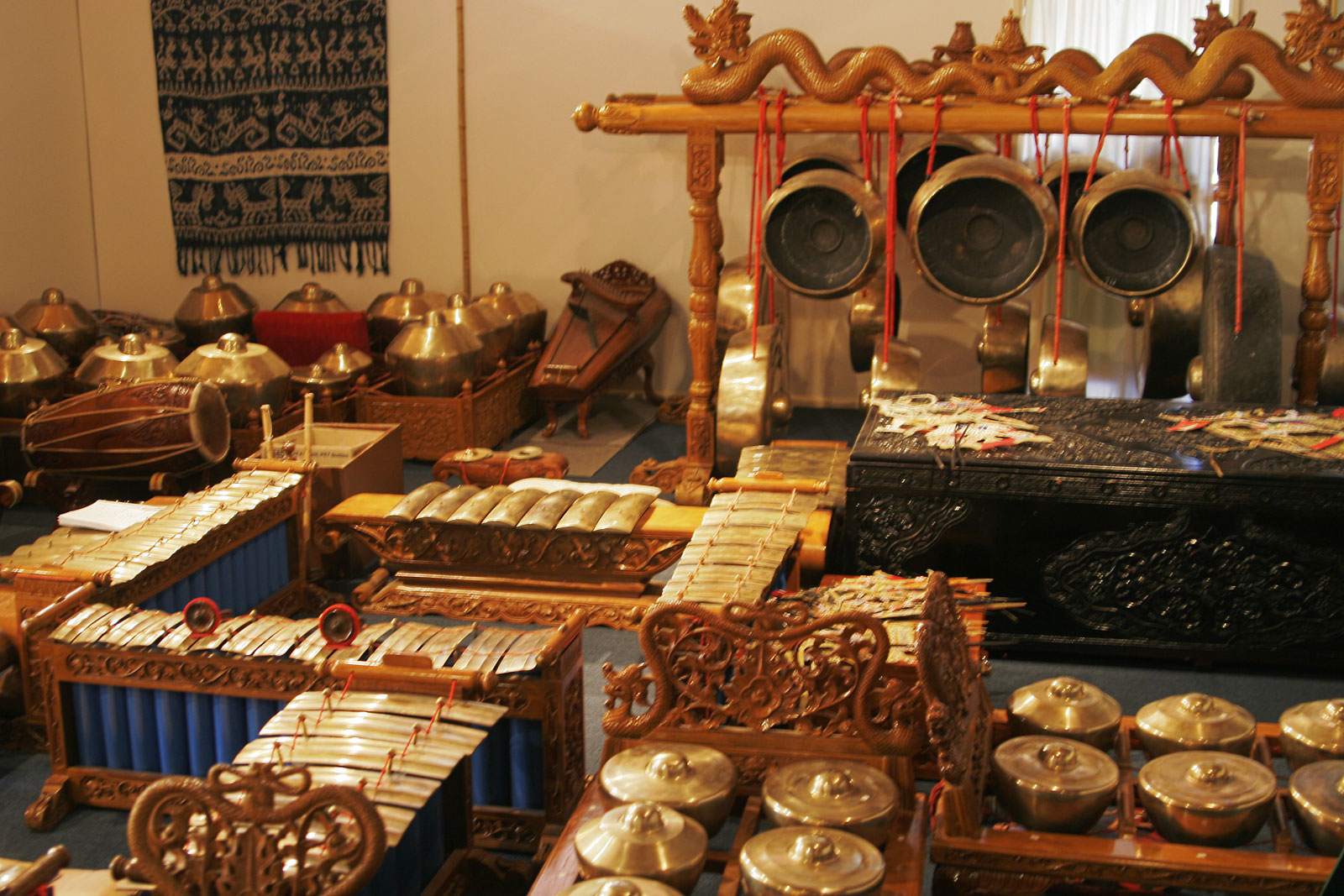
Els instruments de percussió tenen sons clarament definits que ajuden a la creació i percepció de ritmes complexos.

A la seva sèrie de televisió How Music Works, Howard Goodall presenta teories que el ritme humà recorda la regularitat amb què caminem i el batec del cor. Altres investigacions suggereixen que no es relaciona directament amb el batec del cor, sinó més aviat amb la velocitat de l'afecte emocional, que també influeix en el batec del cor. No obstant això, altres investigadors suggereixen que, com que determinades característiques de la música humana estan molt esteses, és «raonable sospitar que el processament rítmic basat en el ritme té arrels evolutives antigues». Justin London escriu que el ritme musical «implica la nostra percepció inicial així com l'anticipació posterior d'una sèrie de ritmes que abstrem de la superfície rítmica de la música a mesura que es desenvolupa en el temps». La "percepció" i "l'abstracció" de la mesura rítmica és el fonament de la participació musical instintiva humana, com quan dividim una sèrie de tic-tacs idèntics en "tic-tac-tic-tac".

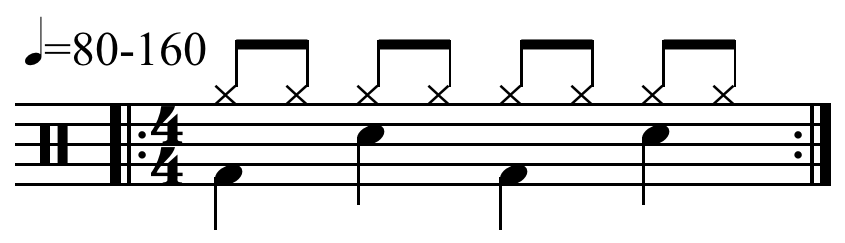
Un quadruple patró de tambor senzill, que posa les bases de la durada comú a la música popular. miniatura|esquerra.

Joseph Jordania va suggerir el 2011 que el sentit del ritme es va desenvolupar en les primeres etapes de l'evolució dels homínids per les forces de la selecció natural. Segons Jordania, el desenvolupament del sentit del ritme va ser fonamental per a l'assoliment de l'estat neurològic específic del tràngol de batalla, crucial per al desenvolupament del sistema de defensa eficaç dels primers homínids.
Alguns tipus de lloros poden conèixer el ritme. El neuròleg Oliver Sacks afirma que els ximpanzéss i altres animals no mostren una apreciació similar del ritme, encara que postulen que l'afinitat humana pel ritme és fonamental, perquè no es perdi el sentit del ritme d'una persona (per exemple, per un ictus). «No hi ha ni un sol informe d'un animal entrenat per tocar, picotejar o moure's en sincronia amb un ritme auditiu», Sacks escriu: «Sens dubte, molts amants de les mascotes disputaran aquesta idea, i de fet molts animals, dels cavalls lipizzanser de l'Escola Espanyola d'Equitació de Viena. Els animals de circ semblen "ballar" amb música. No és clar si ho fan o si responen a subtils senyals visuals o tàctils dels humans que els envolten».

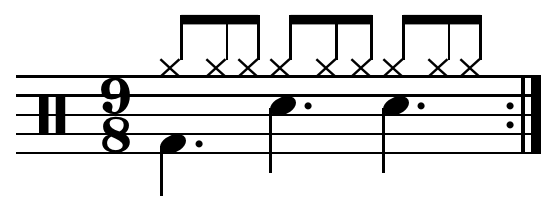
Patró compost de triple tambor: divideix tres cops en tres; conté repeticions en tres nivells miniatura|esquerra

L'establiment d'un ritme bàsic requereix la percepció d'una seqüència regular de polsos diferents de curta durada i, com que la percepció subjectiva de la sonoritat és relativa als nivells de soroll de fons, un pols ha de decaure fins al silenci abans que es produeixi el següent si vol ser realment distints. Per aquest motiu, els sons ràpids i transitoris dels instruments de percussió es presten a la definició de ritme. Les cultures musicals que depenen d'aquests instruments poden desenvolupar poliritme multicapa i ritmes simultanis en més d'un compás, anomenat polímetre. Aquests són els ritmes creuats de l'Àfrica subsahariana i els ritmes kotekan entrellaçats del gamelan.

## Terminologia
De tots els aspectes constituents de la música dos destaquen per sobre de la resta, són el ritme i la melodia. Encara més, per a nombrosos teòrics el ritme és d'aquests dos, l'únic element realment indispensable a la música. En les partitures convencionals de música occidental el ritme s'associa amb el temps i amb la direcció horitzontal, mentre que la melodia es relaciona amb la altura musical i amb la direcció vertical. El ritme «fa referència a les durades de les notes individuals, de les harmonies (el ritme harmònic), de totes les parts en una textura (el ritme compost), de les longituds de les frases, dels canvis de dinàmica, dels canvis de textura, etc». El ritme està marcat per la successió regulada d'elements oposats, la dinàmica dels pulsos forts i febles, el pols tocat i el pols del silenci inaudible però implícit, les notes llargues i curtes. L'oient percep aquesta successió temporal d'elements que s'ordena a la ment formant una estructura, i és capaç d'anticipar-se a aquesta. Això depèn de la repetició d'un patró que sigui prou curt per memoritzar-lo.
El compàs es defineix com l'organització dels temps i els accents formant un patró que sol repetir-se. La freqüència d'aquestes repeticions pot ser regular o irregular. L'alternança de polsos forts i febles és fonamental per a l'antic llenguatge de la poesia, la música i la dansa. El comú terme poètic peu es refereix, com a la dansa, a l'arsis i tesi del peu en el temps. De manera semblant els músics parlen d'un upbeat, downbeat així com «on» i off beat ». Aquests contrastos faciliten naturalment una jerarquia dual de ritme i depenen de patrons repetitius de durades, accents i silencis formant un «grup de polsos» que correspon al peu mètric. Normalment aquests grups de polsos es defineixen prenent el pols més accentuat com el primer i comptant els polsos fins al següent accent. Un ritme que accentua un altre pols i desacentua el pols establert o assumit com a fort de la melodia o d'un ritme precedent es coneix com a ritme sincopat.
El ritme és natural i es basa en les relacions d'intensitat i de durada dels sons, mentre que la mètrica i el compàs constitueixen una divisió artificial. Per a De Candé el compàs és «la manera de dividir i subdividir el temps musical oposant un ordre periòdic a la llibertat del ritme». Així doncs, cada ritme és únic i té una organització pròpia, mentre que les agrupacions que se'n poden fer no són fets físics sinó construccions mentals. El ritme és un element general sent la mètrica un dels aspectes que el caracteritzen en funció de l'accent.
En els últims anys el ritme i la mètrica han arribat a ser una important àrea de recerca entre els erudits de la música. Entre els estudis més recents sobre aquestes àrees es troben els llibres de Maury Yeston, Fred Lerdahl i Ray Jackendoff, Jonathan Kramer, Christopher Hasty, Godfried Toussaint, William Rothstein i Joel Lester.